# 平康郡
平康郡（：／ Phyŏnggang gun */?）是朝鮮民主主義人民共和國江原道南部的一個郡，西枕馬息嶺山脈，東靠廣州山脈，南鄰大韓民國江原特別自治道。面積708平方公里，1990年人口約108,000人。下分1邑、1勞動者區、30里。
江原線（京元線的北韓段）的南終點站在本郡。

## 地理
- 五聖山
- 上甘岭（以上均于2002年从金化郡编入）